# Pietro De Marino

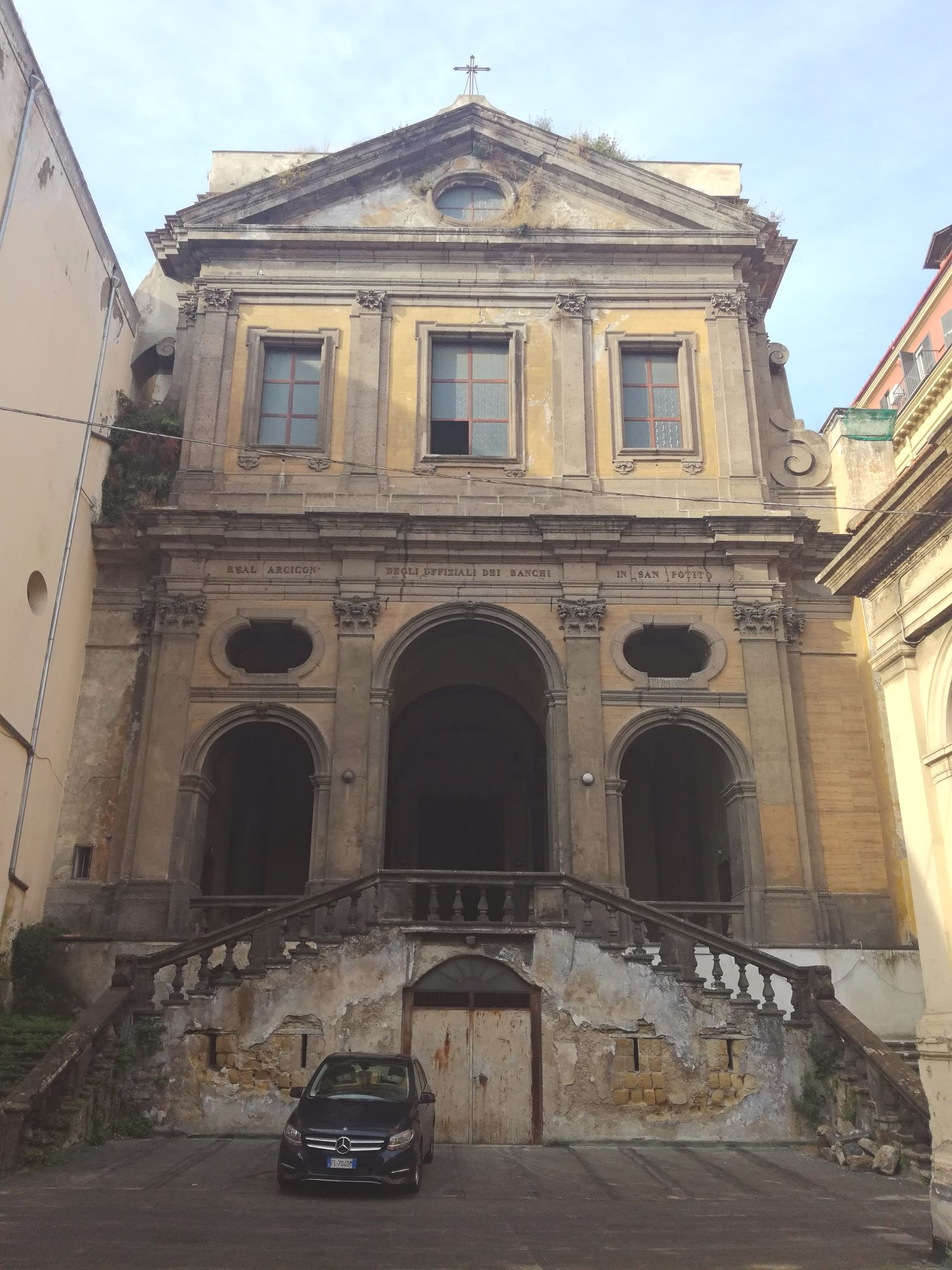
Chiesa di San Potito: la Facciata

Pietro De Marino (Napoli, ... – Napoli, 1673) è stato un architetto, ingegnere e cartografo italiano, attivo a Napoli tra il 1629 e il 1666 è stato un esponente secondario del barocco napoletano.

## Biografia
De Marino divenne dapprima collaboratore di Bartolomeo Picchiatti, dal 1643 al 1654 lavora alla fabbrica del Suor Orsola Benincasa, l'architetto è protetto dal viceré e nel 1654 redige insieme all'ingegnere Natale Longo una perizia al muro claustrale dell'eremo della Certosa di San Martino.
Il De Marino progetta edifici sacri per tutta la città, una delle sue opere più note è la Chiesa di Santa Maria di Montesanto, egli progetta l'intero edificio sacro compreso il chiostro ma la cupola verrà costruita dopo la sua morte da Dionisio Lazzari, altre opere sono il chiostro di San Potito con annessa chiesa, ha progettato il pregevole soffitto cassettonato il legno nella Chiesa di Santa Maria Regina Coeli, altra opera importante realizzata da lui è il restauro della Basilica di San Pietro ad Aram che insieme a Giovanni Mozzetta. La sua opera più nota è la Chiesa di Santa Maria della Pace mentre uno degli ultimi è la Chiesa dei Santi Bernardo e Margherita a Fonseca entrambe ampiamente restaurate nel XVIII secolo.
Realizzò inoltre una pianta della città di Avellino e venne affiancato più volte a Donato Antonio Cafaro nelle opere ingegneristiche riguardanti il bacino dei Regi Lagni.